# One Chase Manhattan Plaza
Il One Chase Manhattan Plaza, noto anche come 28 Liberty Street, è un grattacielo newyorkese alto 248 metri di proprietà della Chase Bank.

## Caratteristiche
È un edificio ad uso bancario situato nel quartiere finanziario di Manhattan. La costruzione dell'edificio è stata completata nel 1961. Ha 60 piani, con 5 piani interrati; è  il 15º edificio più alto di New York, il 43º più alto negli Stati Uniti e il 200º edificio più alto del mondo.
L'edificio è costruito in stile internazionale, con una facciata in acciaio inossidabile con pennacchi neri sotto le finestre. Progettato da Gordon Bunshaft di Skidmore, Owings e Merrill, l'edificio richiama il precedente Inland Steel Building dell'azienda a Chicago.